# 大东关街道
大东关街道，是中华人民共和国山西省太原市杏花岭区下辖的一个乡镇级行政单位。

## 行政区划
大东关街道下辖以下地区：
新源里北社区、新源里南社区、大东关南社区、大东关北社区、建设北路北社区、五龙口社区、白龙庙社区、白龙花园社区、红沟路社区和建设北路南社区。